# Banda gástrica virtual
La Banda gástrica virtual es un procedimiento de hipnosis que hace creer al cerebro que el estómago es más pequeño de lo que realmente es, con el fin de limitar la cantidad de alimentos que se ingieren y producir la pérdida de peso.

## Técnica
El procedimiento más usado consiste en realizar una sesión de hipnosis,  durante la cual se le ordena al cerebro creer que tiene el estómago más pequeño de lo que realmente es. Seguidamente, el tratamiento se apoya por grabaciones de rehipnosis para evitar tener que ver repetidamente al terapeuta. Dichas grabaciones refuerzan la mejora en los hábitos alimenticios.  De esta forma se limita en forma virtual la ingestión de alimentos lo cual da como resultado la pérdida de peso.  Después del proceso, se suelen hacer refuerzos mediante tratamiento psicológico para el manejo de la ansiedad.
El implante virtual fue desarrollado originalmente en Argentina por el Psicólogo Lic. Armando M. Scharovsky y ahora otros países como Colombia, España, México, Suiza y Venezuela han hecho cierto progreso en el desarrollo de redes de terapeutas con capacidad de realizar el procedimiento.[cita requerida]

## Hipnosis como terapia
Uno de los más importantes cuestionamientos de la BGV es el uso de la hipnosis como mecanismo efectivo.   En un estudio realizado en 1996 en el que se combinaba la hipnosis con una terapia cognitiva-conductual (TCC) se encontró que las personas que usaban ambos tratamientos perdieron más peso que personas que únicamente usaron la TCC.

## Ventajas
El sistema de banda gástrica virtual no requiere de una operación quirúrgica, y por lo tanto al no ser invasivo, no hay trauma alguno, ni hospitalización.  Por otra parte la pérdida de peso se ve desde el comienzo del tratamiento.  Igualmente, los pacientes tratados mediante hipnosis reducen costos de tratamiento en promedio en $772 dólares

## Desventajas
El tratamiento de la BGV no es muy conocido aún y por lo tanto los resultados aún están por ser confirmados ampliamente.  Requiere de gran disciplina para la continuidad en la hipnopedia de forma que sí se den los cambios en los hábitos de alimentación. Es posible que para algunas personas esto sea una limitación.

## Efectos o resultados
A diferencia de los procedimientos quirúrgicos, la BGV puede lograr una significativa pérdida de peso en forma permanente pues ataca directamente a los hábitos alimenticios. De todas maneras, al tratarse de un procedimiento sin bases científicas, no puede probarse su efectividad.